# Parco nazionale dei monti Torngat
Il parco nazionale dei monti Torngat (in inglese Torngat Mountains National Park) è un parco nazionale situato in Terranova e Labrador, in Canada.